# بوتیمار جنگلی
بوتیمار جنگلی (نام علمی: Zonerodius heliosylus) نام یک گونه از شاخه طنابداران است.